# Чачава Михайло Костянтинович
Михайло Костянтинович Чачава (1902, селище Ланчхуті, тепер місто в Грузії — ?) — грузинський радянський діяч, лікар-хірург, завідувач кафедри госпітальної хірургії Тбіліського державного медичного інституту, кандидат медичних наук (1936), доктор медичних наук (1937), професор. Депутат Верховної Ради СРСР 4-го скликання.

## Життєпис
У 1928 році закінчив лікувальний факультет Тифліського державного університету.
У 1928—1930 роках — військовий лікар у Червоній армії; сільський лікар у Сігнахському районі Грузинської РСР.
З 1930 року працював лікарем госпітальної хірургічної клініки Тифліського (Тбіліського) державного медичного інституту.
Одночасно в 1940—1950 роках — доцент кафедри госпітальної хірургії Тбіліського державного медичного інститут. Під час німецько-радянської війни працював у госпіталях Батумі та Кутаїсі.
З 1950 року — професор, завідувач кафедри госпітальної хірургії педіатричного і сангігієнічного факультету Тбіліського державного медичного інституту. Автор понад 50 наукових праць з хірургії.
Подальша доля невідома.